# Конвенция ОЭСР о борьбе с дачей взяток
Конвенция о борьбе с дачей взяток иностранным государственным должностным лицам при осуществлении международных деловых операций или Конвенция по борьбе с подкупом иностранных должностных лиц при осуществлении международных коммерческих сделок — международное соглашение, направленное на борьбу с коррупцией в развивающихся странах через санкционные меры против взяточничества в международных бизнес-транзакциях компаниями стран — сторон Конвенции. Конвенция была подписана 17 декабря 1997 года.

## Стороны
По состоянию на май 2017:
- Аргентина
- Австралия
- Австрия
- Бельгия
- Бразилия
- Болгария
- Канада
- Чили
- Колумбия
- Коста-Рика
- Чехия
- Дания
- Эстония
- Финляндия
- Франция
- Германия
- Греция
- Венгрия
- Исландия
- Ирландия
- Израиль
- Италия
- Япония
- Республика Корея
- Латвия
- Литва
- Люксембург
- Мексика
- Нидерланды
- Новая Зеландия
- Норвегия
- Польша
- Португалия
- Россия
- Словакия
- Словения
- ЮАР
- Испания
- Швеция
- Швейцария
- Турция
- Великобритания
- США